# Еліасберг Карл Ілліч
Карл Ілліч Еліасберг (рос. Карл Ильи́ч Элиа́сберг, 28 травня (10 червня) 1907, Мінськ — 12 лютого 1978, Ленінград) — радянський диригент, заслужений діяч мистецтв РРФСР (1944).

## Життєпис
Закінчив Ленінградську консерваторію за спеціальністю «скрипка» в 1929 році, паралельно навчався диригування. З 1929 по 1931 працював в Театрі музичної комедії, в 1937-1950 — головний диригент Великого симфонічного оркестру Ленінградського радіокомітету.
У роки війни це був єдиний оркестр у блокадному Ленінграді, у ньому працювали музиканти, що залишилися в місті. Великий симфонічний оркестр Ленінградського радіокомітету виступав по радіо і давав концерти (всього понад 400). 9 серпня 1942 під управлінням Еліасберг відбулося виконання Сьомої симфонії Дмитра Шостаковича, що стало історичним.
Після закінчення війни Еліасберг продовжив диригентську кар'єру, працював з оркестром Ленінградської філармонії (так з 1953 року називався колишній Великий симфонічний оркестр Ленінградського радіокомітету), Державний симфонічним оркестром та іншими колективами, в тому числі в провінції, багато гастролював по СРСР.
Еліасберг нагороджений орденом Червоної Зірки.
Серед здійснених концертних та студійних записів — твори Йоганнеса Брамса (подвійний концерт, симфонія № 3, Німецький реквієм), Йозефа Гайдна (симфонії № 88, 95, 103), Ісаака Дунаєвського, Анатолія Лядова, Густава Малера (симфонія № 4), Фелікса Мендельсона, Сергія Танєєва (симфонії № 1, 3), Дмитра Шостаковича (симфонія № 7).